# Tokuhei Sada
Tokuhei Sata, född 1909 i Yamanashi, död 17 december 1933, var en japansk simmare.
Sada blev olympisk silvermedaljör på 4 x 200 meter frisim vid sommarspelen 1928 i Amsterdam.